# Harry Stephen Keeler
Harry Stephen Keeler (Chicago, 1890-†1967) fue un escritor estadounidense de novelas de misterio.

## Biografía
Nació en Chicago, ciudad donde pasó toda su vida. Debido a la prematura muerte de su padre, la situación económica de su familia se resintió, obligando a su madre a alquilar habitaciones de su casa a huéspedes, normalmente actores de vodevil. Cuando Harry tenía veinte años, su madre lo internó en un manicomio, donde permaneció durante un año. Después de su internamiento, estudió electricidad. Publicó varios relatos en pulps y en 1924 se publicó su primera novela, La voz de los siete gorriones (The Voice of the Seven Sparrows). Entre los años 1927 y 1942 aprovechaba casi todo su tiempo libre en escribir, a veces con la ayuda de su mujer, Hazel Goodwin Keeler, publicando treinta y siete novelas en ese periodo. Compaginaba su afición a la escritura con el trabajo en una fundición de acero.

## Obra
Harry Stephen Keeler escribió las siguientes novelas:
- La voz de los siete gorriones (The Voice of the Seven Sparrows).
- Noches de Sing Sing (Sing Sing Nights).
- Noches de ladrones (Thieves' Nights).
- Las gafas del Sr. Cagliostro.
- El libro de las hojas color naranja (The Book with the Orange Leaves).
- La cara del hombre de Saturno (The Face of the Man from Saturn).
- En busca de XYZ (In Search of XYZ).
- Dos señoras extrañas (Strange ladies).
- Los cinco budas de plata (The Five Silver Buddhas).
- El cuarto rey (The Fourth King).
- El enigma de la plaza de Washington.
- Hallad el reloj (Find the Clock).
- El caso del reloj ladrador.
- El caso de las 16 judías.
- El libro de piel de tiburón (The Sharkskin Book).
- El caso del asesino sagaz (The Case of the Canny Killer).
- El anillo de hierro.
- El camaleón (The Chameleon).
- El misterioso señor Yo.
- El misterio del ladrón violinista.
- El camión de oro desaparecido (The Vanishing Gold Truck).
- La trama asombrosa.
- La mano de jade verde (The Green Jade Hand).
- El testamento extraño (The Strange Will).
- El enigma de la zuri amarilla.
- El abanico de pavo real.
- Detrás de esa máscara (Behind That Mask).
- ¡Dedo! ¡Dedo!.
- El caso del trapero enjoyado (The Case of the Jeweled Ragpicker).
- 10 horas.
- El hombre de los tímpanos mágicos (The Man with the Magic Eardrums).
- El ladrón defraudado.
- El hombre de la caja carmesí (The Man with the Crimson Box).
- El hombre de las gafas de madera (The Man with the Wooden Spectacles).
- La muchacha del maletín azulado (The Case of the Lavender Gripsack).
- El caso Jaarvik.
- El asesinato de London Lew (The Murder of London Lew).
- Noches del verdugo (Hangman's Nights).
- El matemático asesinado (The Murdered Mathematician).
- 28 sospechosos (28 Suspects).
- Ladrones de circos (The Circus Stealers).
- ¡Londres al habla! (Stand By—London Calling!).
- El cráneo del clown bailarín (The Skull of the Waltzing Clown).
- El cubo carmesí (The Crimson Cube).
- Una versión del Beowulf (A Copy of Beowulf).
- La misteriosa bola de marfil de Wong Shing Li (The Mysterious Ivory Ball of Wong Shing Li).
- El retrato de Jirjohn Cobb (The Portrait of Jirjohn Cobb).
- Las lágrimas de Cleopatra (Cleopatra's Tears).
- La botella del sello de lacre verde (The Bottle with the Green Wax Seal).
- El caso de la mujer transparente (The Case of the Transparent Nude).
- Yo maté a Lincoln a las 10:13 (I Killed Lincoln at 10:13!).
- El círculo blanco (The White Circle).
- La calle de los mil ojos (The Street of a Thousand Eyes).
- El hombre que cambió de piel (The Man Who Changed His Skin).
- La cara del hombre de Saturno (The Face of the Man from Saturn).